# Ruta Provincial E 93 (Córdoba)
La Ruta Provincial E-93, es una vía de tránsito de jurisdicción provincial ubicada en la República Argentina, cuyo trazado discurre en el centro norte de la Provincia de Córdoba, Departamento Totoral.
Tiene una extensión de poco más de 3 km y el 100% de su traza es de asfalto.

Inicia su recorrido, en el km 780 de la  RN 60 , y finaliza en el km 777  de la misma ruta, circulando por el centro de la localidad de Sarmiento.

A través de su trazado se puede acceder a la  RP 17 , a las Cuevas de Ongamira y al histórico Camino Real.

## Localidades
En su derrotero, esta ruta atraviesa una sola localidad: Sarmiento (1.450 hab.), a la que le da acceso, por lo que en alguna cartografía es denominada como Acceso a Sarmiento.